# Peshwa
Un Peshwa (in Hindi पेशवा; in urdu پیشوا‎?, Pēshwā) era l'equivalente del moderno Primo ministro nell'Impero Maratha.
In origine, il Peshwa operava come subordinato del Chhatrapati (il re Maratha), ma successivamente divenne de facto la guida dell'Impero maratha, e la carica di Chatrapati fu ridotta a mera funzione cerimoniale.

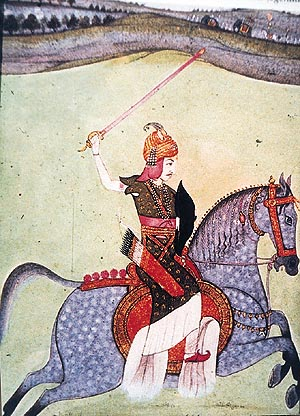
Il Peshwa Bajirao I (1699-1740)

Durante gli ultimi dell'Impero maratha, gli stessi Peshwa furono a loro volta ridotti a capi puramente teorici, operando sotto l'autorità della nobiltà maratha e della sempre più rampante Compagnia britannica delle Indie orientali.

## Elenco diPeshwa
- Balaji Vishwanath
- Bajirao I
- Balaji Bajirao
- Madhav-Rao I
- Narayan-Rao
- Raghunath-Rao
- Madhav-Rao II
- Bajirao II
- Nana Sahib